# Stazione di Marigliano (Circumvesuviana)
La stazione di Marigliano è una stazione della ferrovia Circumvesuviana, sita nell'omonimo comune.
Si trova sulla ferrovia Napoli-Nola-Baiano.

## Storia
La stazione posta in via Forno vecchio è stata aperta nel 1998 in sostituzione della vecchia fermata di via Vittorio Emanuele III.

## Servizi
La stazione dispone di:
- Biglietteria
- Ascensori
- Parcheggio gratuito
- Telefoni pubblici
- Servizi igienici